# Сумароков, Илья Алексеевич
Илья Алексеевич Сумароков (род. 28 июля 1936, с. Доронинское, Улётовский район, Читинская область, РСФСР, СССР) — российский производственный деятель.

## Учёба
В 1959 году окончил Иркутский сельскохозяйственный институт, факультет механизации.

## Трудовая деятельность
С августа 1959 г. по июль 1964 г. — главный инженер совхоза «Уковский»;
с июля 1964 г. по июнь 1968 г. — заместитель директора по производству совхоза «Уковский»;
с июня 1968 г. по февраль 1971 г. — главный инженер Больше-Муртинского производственного районного управления сельского хозяйства;
с февраля 1971 г. по апрель 1974 г. — директор строящего теплично-парникового комбината;
с апреля 1974 г. по октябрь 1978 г. — директор строящегося Усольского свинокомплекса;
с октября 1978 г. по декабрь 1982 г. — директор совхоза «Прибайкальский» (в который был переименован Усольский свинокомплекс);
с декабря 1982 г. по январь 1992 г. — директор совхоза имени 60-летия Союза ССР (в который был переименован совхоз «Прибайкальский»);
с января 1992 г. по октябрь 1998 г. — директор товарищества с ограниченной ответственностью «Свинокомплекс»;
с октября 1998 г. по настоящее время — генеральный директор сельскохозяйственного производственного кооператива «Усольский свинокомплекс» (в которое был переименовано товарищество с ограниченной ответственностью «Свинокомплекс»).

## Общественная деятельность
Илья Алексеевич Сумароков постоянно сотрудничает и оказывает посильную помощь в решении вопросов развития сельскохозяйственного производства области, помогает решать житейские проблемы ветеранам, работникам здравоохранения, образования и культуры.

## Парламентская деятельность
За активную жизненную позицию Илья Алексеевич Сумароков трижды избирался депутатом областного Совета, в 1989 году был избран Народным депутатом СССР. С 2004 г. четыре раза был избран депутатом Законодательного собрания Иркутской области по списку КПРФ, член бюро областного комитета партии.

## Награды и звания
- Орден «За заслуги перед Отечеством» IV степени (1997)
- Орден Знак Почёта
- Орден Почёта (2010)
- Орден Дружбы (2017)
- Заслуженный работник сельского хозяйства Российской Федерации
- Народный депутат СССР
- Почетный гражданин Иркутской области[2]
- Почетный гражданин Усольского района[2]
- Почетный гражданин посёлка Белореченский (20.08.2008 г.)[2]
- Почетный гражданин России (2013 г.)[2]
- Золотая медаль «За вклад в развитие агропромышленного комплекса России»[2]

## Семья
Илья Алексеевич женат, имеет двух сыновей, четырёх внуков и внучку, трёх правнуков. Внук, Илья Павлович Сумароков — Министр сельского хозяйства Иркутской области (с 12 октября 2015 года).